# Мал (князь)
Мал (ум. 946) — древлянский князь, возглавивший восстание 945 года, в ходе которого был убит князь Игорь. После чего предпринимал попытки женитьбы на вдове Игоря княгине Ольге, посылая к ней сватов. Также в иностранных источниках носит имя Нискина (Ян Длугош) и Мальдитт (Сигизмунд Герберштейн). С именем Мала связывают название древлянского города Малин.
Согласно Василию Татищеву, в Иоакимовской летописи о Мале говорится, что он «князь древлянский, сын Нискинин».
Компонент mal входил в состав ряда кельтских имён (галльское Malorix, древнеирландское Cathmal).

## Восстание 945 года
«Повесть временных лет» под 6453 годом рассказывает о том, как киевский князь Игорь, собрав дань с древлян, возвратился к ним с малой дружиной, чтобы собрать дань ещё раз. Древляне во главе со своим князем Малом решили оказать сопротивление.
Послали к нему, говоря: «Зачем идёшь опять? Забрал уже всю дань». И не послушал их Игорь; и древляне, выйдя из города Искоростеня, убили Игоря и дружинников его, так как было их мало.
После смерти Игоря Мал предпринял попытку посвататься к его вдове, княгине Ольге.
Сказали же древляне: «Вот убили мы князя русского; возьмём жену его Ольгу за князя нашего Мала и Святослава возьмём и сделаем ему, что захотим».
Попытка Мала не удалась. Ольга дважды расправилась с его послами и устроила резню древлянской знати на могиле Игоря, а в следующем году пошла войной на древлян и разгромила их. Последним очагом сопротивления был город Искоростень (ныне Коростень).
А как взяла город и сожгла его, городских же старейшин забрала в плен, а прочих людей убила, а иных отдала в рабство мужам своим, а остальных оставила платить дань.
О судьбе Мала в «Повести временных лет» ничего не сказано.

## Гипотеза Дмитрия Прозоровского
Российский историк и палеограф Дмитрий Прозоровский в 1864 году выдвинул гипотезу о том, что князь Мал выжил во время похода Ольги на древлян, был взят в плен и якобы поселен в городе Любече. Основываясь на созвучии имен, Прозоровский отождествил Мала с Малком Любечанином – отцом Малуши, ключницы княгини Ольги и матери князя Владимира, и её брата Добрыни. Историк полагал, что именно гипотетическое княжеское происхождение Малуши и Добрыни обеспечило им впоследствии особое положение при дворе, а сыну Малуши и князя Святослава Владимиру — дало возможность стать великим князем, несмотря на то, что он был «робичичем», то есть сыном рабыни. Добрыня стал наместником в Новгороде, куда вскоре был отправлен и Владимир с Малушей.

## Памятник
Памятник Малу установлен в городе Коростень.

## В литературе и кино
- Яков Княжнин. Трагедия «Ольга».
- Легенда о княгине Ольге (1983; СССР) режиссёр Юрий Ильенко, в роли Мала Виктор Демерташ.
- Страницы Российской истории. Земля предков (1994; Россия) режиссёр Александр Гурьев.